# Márcia Malsar
Márcia Malsar (...) è un'ex atleta paralimpica brasiliana.
Ha ottenuto una medaglia d'oro nei VII Giochi paralimpici estivi. È stata l'ultimo tedoforo ai XV Giochi paralimpici estivi.